# Leonard Henly Sims
Leonard Henly Sims (* 6. Februar 1807 im Burke County, North Carolina; † 28. Februar 1886 in Batesville, Arkansas) war ein US-amerikanischer Politiker. Zwischen 1845 und 1847 vertrat er den Bundesstaat Missouri im US-Repräsentantenhaus.

## Werdegang
Leonard Sims erfuhr nur eine eingeschränkte Schulausbildung. Im Jahr 1830 kam er in das Rutherford County in Tennessee, wo er in der Landwirtschaft arbeitete. Gleichzeitig begann er als Mitglied der Demokratischen Partei eine politische Laufbahn. Für zwei Legislaturperioden war er Abgeordneter im Repräsentantenhaus von Tennessee. Im Jahr 1839 zog er in die Nähe von Springfield in Missouri, wo er wieder in der Landwirtschaft arbeitete. Zwischen 1842 und 1845 saß er als Abgeordneter im Repräsentantenhaus von Missouri.
Bei den Kongresswahlen des Jahres 1844 wurde Sims im vierten Wahlbezirk von Missouri in das US-Repräsentantenhaus in Washington, D.C. gewählt, wo er am 4. März 1845 die Nachfolge von Gustavus Miller Bower antrat. Bis zum 3. März 1847 konnte er eine Legislaturperiode im Kongress absolvieren. Diese war von den Ereignissen des Mexikanisch-Amerikanischen Krieges geprägt.
Nach seinem Ausscheiden aus dem US-Repräsentantenhaus kehrte Sims in das Rutherford County in Tennessee zurück, um wieder in der Landwirtschaft zu arbeiten. Im Jahr 1859 zog er auf eine Plantage nahe der Stadt Batesville in Arkansas. Dort baute er unter anderem Baumwolle an. Zwischen 1866 und 1870 sowie nochmals von 1874 bis 1878 gehörte Leonard Sims dem Senat von Arkansas an. Er starb am 28. Februar 1886 auf seiner Plantage bei Batesville.